# Accuracy International
Accuracy International är en brittisk vapentillverkare som har varit verksamt sedan 1978. Mest känt är företaget för de olika varianterna av deras prickskyttegevär Accuracy International L96. Företaget har idag kunder i många av världens polisiära och militära förband. Svenska försvaret är en kund. Försvarsmakten använder en anpassad variant av L96, med svenskbeteckning Psg 90. 